# Jeisyville
Jeisyville – wieś w Stanach Zjednoczonych, w stanie Illinois, w hrabstwie Christian.